# Nina Skeime
Nina Skeime, född 21 maj 1962, är en norsk skidåkare. 

## Karriär
Skeime vann guld i juniormästerskapen i Schonach 1981. Ett år senare deltog hon i sin första världscup i Falun i distansen 20 kilometer, där hon hamnade på 8:e plats. Samma år hölls världscupen i Val di Sole, och Skeime skulle komma att delta i 22 världscuper.
År 1987 fick hon sin bästa individuella placering som sexa på distansen 10 kilometer i Världsmästerskapen i nordisk skidsport år 1987, då tävlingen hölls i Oberstdorf i det dåvarande Västtyskland. I samma världsmästerskap tog hon silver i stafetten 4 x 5 kilometer, samt deltog i distansen 20-och 5 kilometer, där hon kom på 11:e respektive 14:e plats. Två år efter tog hon brons i stafetten 4 x 5 kilometer när världsmästerskapen hölls i Lahtis i Finland. I den tävlingen deltog hon även i distansen 30 kilometer och hamnade på 14:e plats. När hennes nio år långa karriär ledde mot sitt slut deltog hon i Vasaloppet och vann tävlingen på damsidan.

## Tabeller

### Världscuper
| År   | Stad           | Distans | Plats |
| ---- | -------------- | ------- | ----- |
| 1982 | Falun          | 20 km   | 8     |
| 1982 | Val di Sole    | 5 km    | 14    |
| 1983 | Klingenthal    | 10 km   | 17    |
| 1983 | Stachy         | 10 km   | 9     |
| 1983 | Sarajevo       | 5 km    | 10    |
| 1983 | Kavgolovo      | 20 km   | 13    |
| 1985 | Klingenthal    | 10 km   | 15    |
| 1985 | Lahti          | 5 km    | 16    |
| 1986 | Oberstdorf     | 20 km   | 8     |
| 1986 | Lahti          | 5 km    | 8     |
| 1987 | Lahti          | 5 km    | 10    |
| 1987 | Falun          | 30 km   | 12    |
| 1987 | Kavgolovo      | 10 km   | 11    |
| 1987 | Oslo           | 20 km   | 13    |
| 1988 | Oslo           | 30 km   | 12    |
| 1989 | Oslo           | 20 km   | 13    |
| 1989 | Falun          | 15 km   | 11    |
| 1989 | Salt Lake City | 15 km   | 8     |
| 1989 | Thunder Bay    | 15 km   | 7     |
| 1990 | Moskva         | 7,5 km  | 15    |
| 1991 | Klingenthal    | 15 km   | 7     |
| 1991 | Oslo           | 5 km    | 13    |

### Världsmästerskap
| År   | Stad       | Distans | Plats |
| ---- | ---------- | ------- | ----- |
| 1987 | Oberstdorf | 10 km   | 6     |
| 1987 | Oberstdorf | 5 km    | 14    |
| 1987 | Oberstdorf | 20 km   | 11    |
| 1989 | Lahti      | 30 km   | 14    |